# Guy Sautter

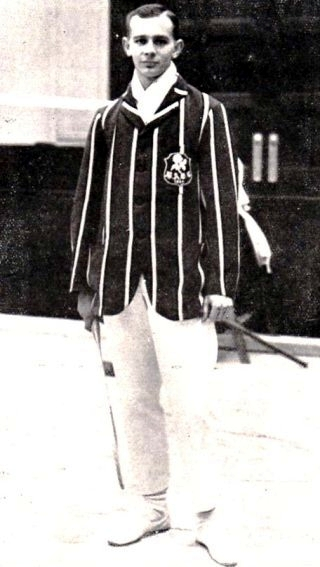
Guy Sautter

Guy A. Sautter (* 1886 in der Schweiz; † 29. Oktober 1961 in Donhead St. Andrew, Wiltshire; auch bekannt als Comte Sautter de Beauregard) war ein Schweizer Tennis- und Badmintonspieler.

## Sportliche Karriere
Guy A. Sautter war einer der bedeutendsten Badmintonspieler des zweiten Jahrzehnts des 20. Jahrhunderts. Als bisher einziger Schweizer gewann er die prestigeträchtigen All England, in deren Siegerlisten er allerdings als Engländer geführt wird. Insgesamt war er bei den All England dreimal im Einzel, zweimal im Mixed und einmal im Doppel erfolgreich. Außerdem gewann Sautter die French Open, die Scotland Open und die Irish Open. Sautter startete bei einigen Veranstaltungen unter dem Pseudonym U. N. Lapin – was vom Französischen übersetzt her „ein Kaninchen“ bedeutet.
Sautter startete auch für die Schweiz als Tennisspieler im Davis Cup.

## Sportliche Erfolge
| Saison | Veranstaltung | Disziplin    | Sieger                               |
| ------ | ------------- | ------------ | ------------------------------------ |
| 1909   | French Open   | Herrendoppel | George Alan Thomas / Guy Sautter     |
| 1910   | All England   | Mixed        | Guy A. Sautter / Dorothy Cundall     |
| 1910   | French Open   | Herrendoppel | George Alan Thomas / Guy Sautter     |
| 1911   | Scottish Open | Herrendoppel | Edward Hawthorn / Guy Sautter        |
| 1911   | All England   | Herreneinzel | Guy A. Sautter                       |
| 1911   | Irish Open    | Herrendoppel | G. A. Sautter / George Alan Thomas   |
| 1911   | French Open   | Mixed        | Guy Sautter / Lavinia Clara Radeglia |
| 1911   | French Open   | Herrendoppel | George Alan Thomas / Guy Sautter     |
| 1912   | Irish Open    | Herrendoppel | Guy A. Sautter / George Alan Thomas  |
| 1912   | Scottish Open | Mixed        | Guy Sautter / D. B. Drinkwater       |
| 1912   | Irish Open    | Herreneinzel | G. A. Sautter                        |
| 1913   | All England   | Herreneinzel | Guy A. Sautter                       |
| 1913   | All England   | Mixed        | Guy A. Sautter / M. E. Mayston       |
| 1913   | Irish Open    | Herrendoppel | G. A. Sautter / George Alan Thomas   |
| 1913   | Irish Open    | Mixed        | G. A. Sautter / Hazel Hogarth        |
| 1914   | All England   | Herreneinzel | Guy A. Sautter                       |
| 1922   | Irish Open    | Mixed        | G. A. Sautter / E. G. Peterson       |
| 1922   | All England   | Herrendoppel | Guy A. Sautter / Frank Devlin        |
| 1922   | Irish Open    | Herreneinzel | G. A. Sautter                        |